# Pimoa lata
Pimoa lata es una especie de araña del género Pimoa, familia Pimoidae. Fue descrita científicamente por Xu & Li en 2009.
Habita en China. El holotipo hembra mide 6,1 mm. El macho descrito por Zhang y Li en 2019 mide 5,00 mm.